# Uglione
Uglione est un quartier de la ville brésilienne de Santa Maria, Rio Grande do Sul. Il est situé dans le district de Sede.

## Subdivisions
Le quartier possède les ensembles suivants (vilas) : Parque Residencial São Carlos, Uglione, Vila Alegria, Vila Goiânia, Vila São Pedro.

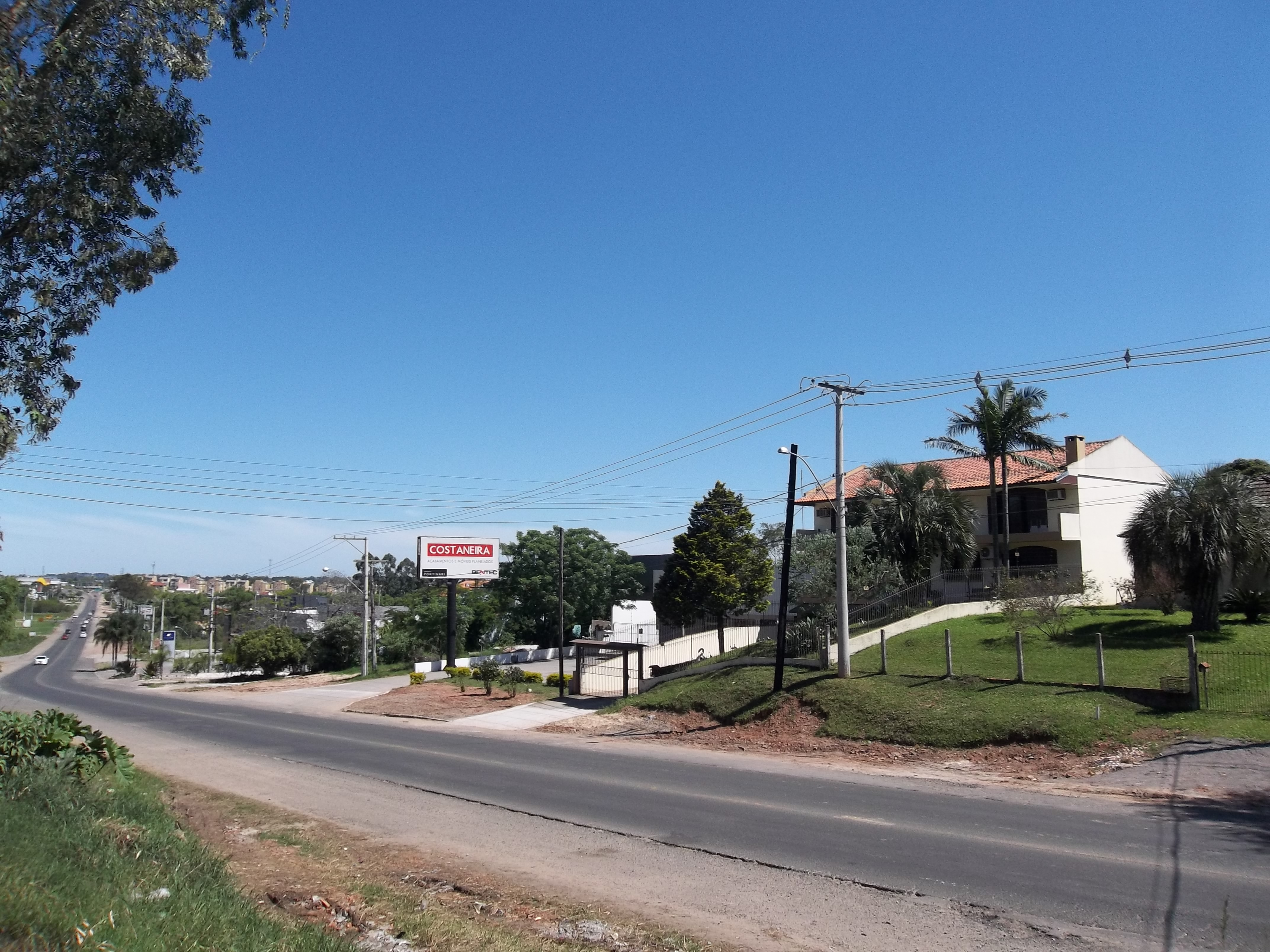
Un aspect du quartier, en 2012.